# Schizophthirus similes
Schizophthirus similes är en insektsart som beskrevs av Blagoveshtchensky 1965. Schizophthirus similes ingår i släktet Schizophthirus och familjen gnagarlöss. Inga underarter finns listade i Catalogue of Life.